# Pseudoceles inornatus
Pseudoceles inornatus är en insektsart som beskrevs av Bei-bienko 1951. Pseudoceles inornatus ingår i släktet Pseudoceles och familjen gräshoppor. Inga underarter finns listade i Catalogue of Life.